# Salvador Elizondo
Salvador Elizondo, född 19 december 1932 i Mexico city och död 29 mars 2006, var en mexikansk författare, journalist, dramatiker och poet. Han tillhörde de så kallade 50-talisterna med bland andra José Emilio Pacheco, och var framträdande inom mexikansk litteratur på 1960-tallet.
Hans mest kända romaner är Farabeuf (1965) och El hipogeo secreto (1968). Han är även känd för det litterära verket El grafógrafo (1972), som består av en serie korta texter och historier baserade på språkliga experiment. Hans berättarstil ansågs innovativ bland mexikansk samtidslitteratur. Elizondo införde en kosmopolitisk syn på språk. Hans arbeten kopplades ofta till  andr kända författare såsom Ezra Pound, James Joyce, Julio Cortázar, Juan Rulfo och Georges Bataille. Elizondo var dessutom professor vid UNAM under 25 år och mottog många internationella utmärkelser för sina litterära verk. 
Elizondo dog av cancer i Mexico city. Hans begravning hölls vid Palacio de Bellas Artes. 